# از یک قماش (ترانه)
«از یک قماش» (انگلیسی: Birds of a Feather) ترانه‌ای از خواننده و ترانه‌پرداز آمریکایی، بیلی آیلیش است. این ترانه در ۲ ژوئیه ۲۰۲۴ به عنوان دومین تک‌آهنگ از سومین آلبوم استودیویی او به نام هیت می هارد اند سافت از طریق دارک‌روم و اینترسکوپ رکوردز منتشر شد. این ترانه مضامین عشق عمیق و میل به ارتباط پایدار را بررسی می‌کند. «از یک قماش» در جایگاه شماره یک جدول موسیقی در استرالیا، ایسلند، لیتوانی، نیوزیلند و سنگاپور و همچنین در تاپ ۵ در کشورهای اتریش، بلژیک، کانادا، آلمان، ایرلند، لبنان، لوکزامبورگ، خاورمیانه و شمال آفریقا، هلند، نروژ، فیلیپین، پرتغال، سن مارینو، آفریقای جنوبی، سوئد، سوئیس، امارات متحده عربی، بریتانیا و ایالات متحده قرار گرفت.

## پیش‌زمینه و انتشار
بیلی آیلیش اولین بار در ۱۳ مه ۲۰۲۴، این ترانه را از طریق یک تیزر برای فصل سوم مجموعه نتفلیکس، نفس‌گیر معرفی کرد. این ترانه یکی از سه قطعه‌ای بود که پیش از انتشار آلبوم، معرفی شدند. آیلیش در مصاحبه‌ای با اپل میوزیک فاش کرد که این ترانه دارای بالاترین نت کشیده در دوران حرفه‌ای او است.
این ترانه به عنوان دومین تک‌آهنگ از آلبوم هیت می هارد اند سافت در ۱۷ مه ۲۰۲۴ منتشر شد.

## گواهی‌نامه‌ها
| منطقه                                                                            | گواهی     | واحد گواهی‌شده/فروش |
| -------------------------------------------------------------------------------- | --------- | ------------------ |
| استرالیا (آی‌اف‌پی‌آی استرالیا)                                                     | ۵× پلاتین | ۳۵۰٬۰۰۰            |
| اتریش (فونوگرافی اتریش)                                                          | پلاتین    | ۳۰٬۰۰۰             |
| بلژیک (بی‌ئی‌ای)                                                                   | پلاتین    | ۴۰٬۰۰۰             |
| کانادا (میوزیک کانادا)                                                           | ۳× پلاتین | ۲۴۰٬۰۰۰            |
| دانمارک (آی‌اف‌پی‌آی)                                                               | پلاتین    | ۹۰٬۰۰۰             |
| فرانسه (اس‌ان‌ئی‌پی)                                                                | پلاتین    | ۲۰۰٬۰۰۰            |
| آلمان (بی‌وی‌ام‌آی)                                                                 | طلا       | ۲۰۰٬۰۰۰            |
| ایتالیا (اف‌آی‌ام‌آی)                                                               | پلاتین    | ۱۰۰٬۰۰۰            |
| نیوزیلند (آرآی‌ای‌ان‌زد)                                                            | ۳× پلاتین | ۹۰٬۰۰۰             |
| لهستان (زدپی‌ای‌وی)                                                                | ۲× پلاتین | ۱۰۰٬۰۰۰            |
| پرتغال (انجمن صنفی گرامافون)                                                     | ۳× پلاتین | ۳۰٬۰۰۰             |
| اسپانیا (سازنده‌های موسیقی)                                                       | پلاتین    | ۶۰٬۰۰۰             |
| بریتانیا (بی‌پی‌آی)                                                                | پلاتین    | ۶۰۰٬۰۰۰            |
| ایالات متحده (آرآی‌ای‌ای)                                                          | ۴× پلاتین | ۴٬۰۰۰٬۰۰۰          |
| استریم                                                                           |           |                    |
| یونان (آی‌اف‌پی‌آی یونان)                                                           | ۲× پلاتین | ۴٬۰۰۰٬۰۰۰          |
| رقم فروش+پخش جاری تنها بر پایهٔ گواهی‌ها. · رقم فقط پخش جاری تنها بر پایهٔ گواهی‌ها. |           |                    |

## تاریخچه انتشار
| منطقه        | تاریخ          | فرمت                   | ناشر(ان)            | منابع         |
| ------------ | -------------- | ---------------------- | ------------------- | ------------- |
| ایالات متحده | ۲ ژوئیه ۲۰۲۴   | Contemporary hit radio | دارک‌روم اینترسکوپ   | [ ۲۰ ] [ ۲۱ ] |
| کانادا       | ۸ ژوئیه ۲۰۲۴   | Contemporary hit radio | اینترسکوپ یونیورسال | [ ۲۲ ]        |
| ایتالیا      | ۲ اوت ۲۰۲۴     | رادیو ایرپلی           | ئی‌ام‌آی              | [ ۲۳ ]        |
| ایالات متحده | ۱۱ نوامبر ۲۰۲۴ | وینیل ۷ اینچی          | دارک‌روم اینترسکوپ   | [ ۲۴ ]        |

## اجرای زنده
آیلیش، این آهنگ را در اختتامیه المپیک تابستانی ۲۰۲۴ اجرا کرد. اجرای این آهنگ، بخشی از مراسم تحویل میزبانی المپیک از پاریس به لس‌آنجلس (میزبان المپیک تابستانی ۲۰۲۸) بود که تصاویر آن روز قبلش در لانگ بیچ، کالیفرنیا گرفته شده بود.